# أحادي العدسة
أحادي العدسة هو تلسكوب معدل الانكسار، يُستخدم لِتكبير صور الأشياء البعيدة، بتمرير الضوء خلال مجموعة من العدسات والموشور. تُستخدم أغلب التلسكوبات أحادية الموشور بديلًا عن العدسات المعتادة للتأكد من تصحيح الصورة، لتكوين تلسكوب خفيف الوزن ومضغوط. يكون حجم التلسكوب الأحادي أقل من نصف حجم المناظير مزدوجة العدسة وبخصائص مماثلة، ما جعلها أقل وزنًا وتكلفة نسبيًا، يعود هذا إلى حقيقة أن المناظير الثنائية عبارة عن مجموعتين من العدسات الأحادية مجمعة معًا، واحدة لكل عين. تكون العدسة الأحادية أبعاد صورة واحدة، بينما تنتج العدسة الثنائية صورًا ثنائية المنظار(ثنائي الرؤية)، لتعزيز التجسيم وعمق الإدراك. تناسب العدسات الأحادية أولئك الذين لديهم رؤية في عين واحدة، أو عندما تكون الجودة وخفة الوزن مهمة (كما في التنزه)، يُفضل استخدام العدسات الأحادية أحيانًا عند صعوبة استخدام كلتا العينين بسبب التباين الكبير بينهما، أو ضعف الرؤية في عين واحدة.
المناظير الأحادية تمتلك مسارًا بصريًا طويلًا نسبيًا، لذلك يستخدم الموشور عادةً لطي المسار البصري، وجعل المنظار أقصر كثيرًا (انظر إلى مدخل على المناظير الثنائية للمزيد من التفاصيل).
قد يستخدم الأشخاص المعاقون بصريًا المناظير الأحادية لرؤية الأشياء على شاشة العرض أو السبورة، وتشمل تطبيقات عرض الأشياء البعيدة، مثل: التاريخ الطبيعي، والصيد، والبحرية، والجيش. وتستخدم العدسات الأحادية أيضًا في المعارض الفنية والمتاحف للحصول على رؤية أقرب.
عند الحاجة إلى تكبير عالٍ، وصورة واضحة، ودقة وضوح جيدة للصورة، يُفضل استخدام أداة كبيرة نسبيًا (مثل التلسكوب)، وغالبًا تُثبت على حامل ثلاثي الأرجل. بينما يُمكن استخدام منظار الجيب، بحجم الجيب (مثل التلسكوب احادي العدسة)، ذو الحجم الأصغر للتطبيقات الأقل صرامة. تُحدد هذه التعليقات كميًا أدناه.
تُعد المناظير الأحادية أقل توفرًا وبجودة محدودة، مقارنةً  بوجود مجموعات كبيرة من المناظير في السوق العالمية، وبعض الشركات المُصنعة للبصريات التقليدية عالية الجودة، لا توفر العدسات الأحادية على الإطلاق، اليوم، تُصنع أغلب المناظير الأحادية في اليابان، والصين، وروسيا، والمانيا، إذ تُقدِم الصين مزيدًا من المنتجات المتنوعة أكثر من غيرها. وتتفاوت الأسعار على نطاق واسع، بدءًا من التصميمات المدرجة ذات المواصفات الأعلى، التي تزيد عن 300 جنيه إسترليني، وصولًا إلى عروض الميزانية بأقل من 30جنيهات (كما في فبراير2016).

## أحجام العدسة الأحادية
تُعرف المناظير الأحادية بنحو أساسي بمعلمين، كما في المناظير الثنائية والتلسكوبات: التكبير، وقطر العدسة الموضوعية، مثلاً، إذا كان التكبير وقطر العدسة الموضوعية بالملمتر (تمثل أبعد عدسة عن العين)، يجعل التكبير 8 إكس بُعد الشيء يظهر أكبر ب 8 مرات في العين. تكون المناظير الأحادية عادةً مضغوطة وضمن نطاق تكبير 8 إلى 10، مع أن هنالك وحدات متخصصة متوفرة خارج هذه الحدود. توفر تكبير مختلف أحيانًا، ولكن لها عيوب غالبًا، فلا يتم إدراجها ضمن المناظير الأحادية عالية الجودة. يتراوح قطر العدسة الموضوعي عادةً من 20ملم إلى 42ملم، كما يجب توخي الحذر عند تفسير مواصفات بعض المناظير الأحادية، إذ تُطَبق بعض القيم العددية على نحوٍ خاطئ، وغير دقيق. مثلًا 39×95، التي تكون عادةً على منظار صغير ورخيص، ومن المرجح إشارتها إلى الأبعاد الفيزيائية وليس المعلمات البصرية (تمت تغطية هذا بمزيدٍ من التفاصيل في قسم تفسير مواصفات المُنتج).
يكون التكبير الأكثر شيوعًا لأغلب الاستعمالات 8 إكس كما هو الحال في المناظير الثنائية، يُشكل هذا تكبيرًا مفيدًا في العديد من الظروف، ومن السهل حمله دون الحاجة إلى حامل ثلاثي أو ثنائي الأرجل. يكون مجال الرؤية واسعًا نسبيًا عند هذا النطاق من التكبير، ما يسهل تحديد موقع الأشياء البعيدة ومتابعتها. يُفضل حجم التكبير 10 و12 إكس لعرض المسافات البعيدة إذا كان المستخدم قادرًا على حمل المنظار الأحادي وتثبيته. مع ذلك، تؤدي زيادة التكبير إلى الإضرار بمجال الرؤية والسطوع النسبي للكائن. هذه الاعتبارات وغيرها من العوامل الرئيسية تؤثر في اختيار التكبير وقطر العدسة الموضوعية. رغم أن التكبير العددي يبدو ضعيفًا على الورق، فإنه نادرًا ما يكون الخيار المفضل بالنسبة لمنظار الجيب الأحادي لضيق مدى الرؤية الكبير، تكون الصورة ضعيفة السطوع وصعبة الإبقاء ثابتة عِند إمساكه باليد، سوف يدرك أغلب المستخدمين الفعليين في النهاية لماذا 8 أو 10 شائعة جدًا، كونها تُمثل أفضل حل وسط، وتكبيرها الأكثر انتشارًا، واستخدامها في المناظير الأحادية والثنائية ذات الجودة العالية جدًا.
بعد الانتهاء من المنظار الأحادي، والبدء بالتلسكوب سيكون هنالك بعض الجدل، ولكن يُستخدم التلسكوب عادةً للتكبير الفائق (20<) ومع قطر أكبر للعدسة الموضوعية (مثلًا 60 - 90). يكون التلسكوب أثقل نسبيًا، وأضخم وأغلى بكثير من المنظار الأحادي، وذو تكبير عالٍ، وعادةً، يحتاج إلى حامل ثلاثي الأرجل، وعادةً، تكون الصورة مقلوبة في التلسكوبات المستخدمة في علم الفلك عند استخدامها.